# Câmara Municipal de Almada
A Câmara Municipal de Almada é o órgão executivo colegial representativo do município de Almada, tendo por missão definir e executar políticas que promovam o desenvolvimento do concelho.
A Câmara Municipal de Almada é das maiores do país, sendo composta por 11 vereadores, representando diferentes forças políticas. Assume o cargo de Presidente da Câmara Municipal o primeiro candidato da lista mais votada em eleição autárquica ou, no caso de vacatura do cargo, o que se lhe seguir na respectiva lista.

## História
O concelho de Almada foi criado em 1190, por um foral passado pelo rei D. Sancho I. Porém, logo no ano seguinte os mouros reconquistam Almada, Alcácer do Sal e Palmela. Esta região só foi definitivamente dominada pelos cristãos após a conquista de Alcácer do Sal, em 1217.
Em 1 de Dezembro de 1297 o rei D. Dinis assinou um acordo com a Ordem de Santiago, passando o concelho de Almada para bens da coroa, em troca de várias vilas na região a Sul do Tejo. Como parte deste processo, são pela primeira vez delimitados oficialmente os limites do concelho, que nesse período correspondia aproximadamente aos modernos concelhos de Almada e do Seixal. Em 1513 recebeu um novo foral de D. Manuel, que promoveu uma nova fase de desenvolvimento na vila.
Originalmente o concelho tinha duas freguesias, Santa Maria do Castelo de Almada e Santiago, cuja organização religiosa estava ligada à Ordem de Santiago. Em 1878 o concelho foi alvo de uma reorganização administrativa, passando a ter duas freguesias, Nossa Senhora do Monte de Caparica, e Almada, que resultou da fusão das antigas freguesias de Santa Maria do Castelo e Santiago. Na sequência da Implantação da República em 1910, o concelho de Almada foi um dos primeiros em território nacional a adoptar a nova administração republicana. Em 21 de Junho de 1973, a vila de Almada é elevada a cidade, devido ao seu crescimento urbano e às suas infraestruturas. Após a Revolução de 25 de Abril de 1974 procedeu-se a uma reorganização administrativa, tendo as primeiras eleições autárquicas sido realizadas em Dezembro de 1976.
Em 2007, a Câmara Municipal de Almada foi condecorada o Prémio Ignasi de Lecea 2005-2006, organizado pela Universidade de Barcelona e pelo Centro de Pesquisa Polis, em reconhecimento pelos esforços da autarquia no desenvolvimento da arte pública e do desenho urbano no concelho. Em 2010, o município recebeu o prémio da Semana Europeia da Mobilidade, pela sua performance durante o evento desse ano e nas edições anteriores, tendo organizado um vasto conjunto de medidas para a promoção dos transportes sustentáveis e da saúde, como a conversão do centro comercial e histórico numa zona pedonal, durante o Dia sem Carro, e várias melhorias nas infraestruturas e nos serviços dos transportes públicos. Em 2019, o concelho de Almada foi homenageado com o prémio Arco Íris, organizado pela associação ILGA Portugal, na categoria das Políticas Públicas para a Inclusão, devido à sua campanha Tão Almada, como tu.

### Vereação 2021–2025
A actual vereação tomou posse em 16 de outubro de 2021, com base nas eleições autárquicas de 26 de setembro desse ano. Segue-se a lista de cidadãos eleitos para a Câmara Municipal de Almada:
| Presidente da Câmara Municipal                                 | Presidente da Câmara Municipal | Presidente da Câmara Municipal                                                                                      | Presidente da Câmara Municipal | Presidente da Câmara Municipal                            | Presidente da Câmara Municipal   | Presidente da Câmara Municipal |
| Nome                                                           | Retrato                        | Pelouro(s) | Partido                        | Partido                                                   | Período                          |                                |
| -------------------------------------------------------------- | ------------------------------ | --- | ------------------------------ | --------------------------------------------------------- | -------------------------------- | ------------------------------ |
| Inês de Saint-Maurice Esteves de Medeiros Victorino de Almeida |                                | Administração Geral e Finanças Autoridade Veterinária Clima e Energia Cultura Inovação Planeamento Urbanístico      |                                | PS                                                        | 16 de outubro de 2021 – presente |                                |
| Vereadores                                                     |                                | |                                |                                                           |                                  |                                |
| Nome                                                           | Retrato                        | Pelouro(s) | Partido                        | Partido                                                   | Período                          |                                |
| Maria Teodolinda Monteiro Silveira                             |                                | Vice-presidente da Câmara Municipal Ação e Intervenção Social Educação Higiene Urbana Recursos Humanos              |                                | PS                                                        | 16 de outubro de 2021 – presente |                                |
| José Pedro Ribeiro Gomes da Silva                              |                                | Administração Urbanística Economia e Desenvolvimento Local Infraestruturas e Obras Municipais                       |                                | PS                                                        | 16 de outubro de 2021 – presente |                                |
| Francisca Luís Baptista Parreira                               |                                | Assuntos Jurídicos e Fiscalização Municipal Atendimento ao Munícipe Património e Compras Proteção Civil e Segurança |                                | PS                                                        | 16 de outubro de 2021 – presente |                                |
| Filipe Alexandre Pardal Pacheco                                |                                | Comunicação Desporto e Juventude Habitação Manutenção de Equipamentos e Frota Sistemas de Informação                |                                | PS                                                        | 16 de outubro de 2021 – presente |                                |
| Nuno Filipe Miragaia Matias                                    |                                | Comércio e Espaço Público Controlo de Risco Espaços Verdes Mercados Turismo                                         |                                | Almada Desenvolvida (PPD/PSD.CDS-PP.A.MPT.PPM) (pelo PSD) | 16 de outubro de 2021 – presente |                                |
| Maria das Dores Marques Banheiro Meira                         |                                | — |                                | PCP-PEV                                                   | 16 de outubro de 2021 – presente |                                |
| António José de Sousa Matos                                    |                                | — |                                | PCP-PEV                                                   | 16 de outubro de 2021 – presente |                                |
| José Luís Riço Bucho de Matos                                  |                                | — |                                | PCP-PEV                                                   | 16 de outubro de 2021 – presente |                                |
| Helena Manuela Gil Azinheira                                   |                                | — |                                | PCP-PEV                                                   | 16 de outubro de 2021 – presente |                                |
| Joana Rodrigues Mortágua                                       |                                | — |                                | B.E.                                                      | 16 de outubro de 2021 – presente |                                |